# Rougemontiers
Rougemontiers är en kommun i departementet Eure i regionen Normandie i norra Frankrike. Kommunen ligger i kantonen Routot som tillhör arrondissementet Bernay. År 2022 hade Rougemontiers 1 033 invånare.

## Befolkningsutveckling
Antalet invånare i kommunen Rougemontiers
Referens:INSEE